# Brskovo
Brskovo (cyr. Брсково) – wieś w Czarnogórze, w gminie Mojkovac. W 2011 roku liczyła 223 mieszkańców.